# Uncle Moses
Onkel Moses (englischer Originaltitel: Uncle Moses) ist ein Tonfilm in jiddischer Sprache, den Louis Weiss und Rubin Goldberg 1932 in ihrer Gesellschaft Yiddish Talking Pictures Inc. in New York City produzierten. Regie führten Sidney M. Goldin und Aubrey Scotto, Vorlage für das Drehbuch war das gleichnamige Bühnenstück von Schalom Asch. Die Dialoge schrieb Maurice Schwartz, der auch die Titelrolle spielte.
Samuel Polomsky stellte die Kinomusik zusammen und hatte die musikalische Leitung. Regieassistenten waren Shimen Rushkin und Frank Melford. Frank Zucker und Buddy Harris besorgten die Photographie, die Tonaufnahmen machten Marc S. Ash, Gerre Barton und Armond Schettini. Die Filmbauten schuf Anthony Continer, die technische Leitung hatte Charles Nasca. Die Kostüme stammten aus den Ateliers der Brenner Bros. in New York.
Der Schauspieler Maurice Schwartz (1890–1960) war der bedeutendste Vertreter des damaligen jiddischen Theaters in den USA. Ihm wurden Ehrentitel wie „Der Größte aller jüdischen Schauspieler“ oder „Der [Laurence] Olivier des jiddischen Theaters“ beigelegt.

## Handlung
Im garment district der Lower East Side von N.Y., an der Ecke Orchard- zur Delaney Street, führt Onkel Moses seinen sweat shop wie ein Patriarch. In seiner Kleiderfabrik ist er der Prinzipal seiner jüdischen shnayders, die wie er aus dem gleichen polnischen stedtl Kusmin gekommen sind, um in der najen welt etwas zu werden, nur: Er hat es geschafft, ist etwas geworden, und das zeigt er gerne her. Von Heimweh übermannt, schreibt er dem Kusminer rebben, der auf Besuch in die Fabrik gekommen ist, einen Scheck aus. Das lästige Tagesgeschäft überlässt er seinem bereits erfolgreich amerikanisierten Neffen Sam.
Er selbst, verwitwet, pflegt Frauenbekanntschaften. Als er sich in die junge Mascha, die Tochter eines seiner Angestellten, verliebt, kann er sie zwar zu einer Heirat überreden, doch sie geht nur aufgrund wirtschaftlicher und gesellschaftlicher Zwänge – Onkel Moses soll ihren Vater, dem er gekündigt hat, weil er mit den union men sympathisiert, wieder einstellen – darauf ein, ohne etwas für ihn zu empfinden, denn sie liebt Charlie, den Gewerkschaftsmann.
Der ruft, als Onkel Moses wegen seiner Geschäftspraktiken als baleboss (Hausbesitzer) und der ausbeuterischen Arbeitsbedingungen in seiner Fabrik immer heftigerer Kritik von Seiten der zunehmenden Gewerkschaftsbewegung ausgesetzt ist, seine Belegschaft zum Streik auf. Da beginnt Onkel Moses, den Amerikanischen Traum anzuzweifeln, den er sich erfüllt zu haben glaubte.

## Hintergrund
Sholom Aschs Roman Onkel Moses erschien 1918 zuerst in Fortsetzungen in der jüdisch-amerikanischen Tageszeitung Forverts / פֿאָרווערטס.
Der Film entstand bei Metropolitan, einem kleinen Studio in Fort Lee, New Jersey, in nur zwei Räumen zwischen März und April 1932. Er wurde in New York am 20. April 1932 im Clinton-Kino uraufgeführt. Er lief auch noch im Benenson Theatre in der Bronx und im Stadium in Brownsville/Brooklyn.
Es war der erste hundertprozentige Tonfilm mit Maurice Schwartz.
Der Schauspieler Zwi Schuler, americanized Zvee Scooler, der den Gewerkschafter Charlie spielte, war auch ein beliebter Radiomoderator beim Sender WEVD, wo er als „Der Grammeister“ in Reimen kommentierte und seine Sendungen mit dem Spruch “Ayer getrayster, Zvee Hirsh Yosef ben Rab Yankef Mendel Halevy Scooler hamekhine der Forverts Sho Grammeister” beendete.
Auch Rubin Goldberg, der den alten Vater des Uncle Moses spielte, war in den USA ein beliebter Schallplatten- und Rundfunkkünstler.

## Rezeption
“This is the touching story of a community of Jewish people who live and work in New York’s Lower East Side. The film illustrates their life as they work long, hard days in a sweatshop under the tight fist of it’s manager. But… love soon finds the manager and it opens his eyes to the world and to the concept of kindness. The film follows this wonderful love story until it’s joyful conclusion.”
“To say this Yiddish-language film is dramatically overwrought would be an understatement, but it remains intriguing as a mirror of the Jewish immigrant experience and life on N.Y.C.’s Lower East Side.” (Leonard Maltin).
“Uncle Moses stands as one of the finest examples of Yiddish cinema and is unique in its portrayal of a despotic Jewish factory boss who takes pleasure in seeing the „tables turned“ by employing the former leaders and highly respected men of his shtetl as sweatshop tailors. Uncle Moses is a harsh man who uses his wealth and power to fight against unionization of his shop (by a young idealistic Jew) and manipulate women, especially the daughters of his workers.” (J. Hoberman)
“Einer der ersten in New York entstandenen jiddischen Tonfilme, der sich mit dem Leben der osteuropäischen jüdischen Einwanderern in der „Neuen Welt“ befasst [ … ] Die Textilfabriken und Mietshäuser der Lower East Side bilden den Hintergrund für verschiedene zeitgenössische Themen: romantische Verwicklungen, den Kampf der Industriegewerkschaften und den Zerfall der traditionellen jüdischen Familie.” (vgl. cine-holocaust ID: FBW000231)
“Bedeutungsvoll ist nicht so sehr die Handlung, sondern das Milieu. Die soziale Differenzierung, die im shtetl gottgegeben und zufällig zugleich erschien, hat hier Klassencharakter angenommen, den Onkel Moses aber patriarchalisch überspielen will. Der Schein der Selbständigkeit, der selbst dem Wasserträger im shtetl noch wichtig war, geht hier verloren. Den Vater seiner zukünftigen Braut stellt er als Schneider ein, statt ihm Geld für eine selbständige Existenz zu borgen […] Zwei neue Welten sind erschienen, Kapital und Arbeit, die Onkel Moses, den großen Onkel Moses, menschlich zerbrechen […] „Uncle Moses“ hat schon den Stellenwert eines sozialen Dokuments” (Detlev Clausen in: Ronny Loewy u. a.: Das jiddische Kino. 1982, S. 48)
“Über die Jahrhundertwende flohen Millionen von Ostjuden vor Armut und Verfolgung nach Amerika; viele fanden in New York eine neue Heimat. Der Spielfilm ONKEL MOSES nach einem Theaterstück von Sholom Asch (1880 bis 1957) beschreibt präzise den Umbruch vom traditionellen Judentum zum modernen amerikanischen Lebensstil.” (anon. in “Es war einmal ein Jiddischland”, bei hagalil 26. Februar 1998)
“In zwei der frühesten jiddischen Tonfilme spielen junge Frauen eine zentrale Rolle: Golde in “His Wife’s Lover” (1931) und Mascha in “Uncle Moses” (1932). Wieder wird dargestellt, wie sie unter der Erfahrung der Immigration zu leiden haben. Zwar gewinnen sie in beiden Filmen am Schluss die Oberhand, doch ist Amerika nicht als das golden land of happiness gezeichnet, sondern als ein Ort von Armut, Bedrängnis und Verzweiflung […] Golde und Mascha verkörpern die Frauen der Übergangsgeneration, die sich für ihre Familien opfern. ” (Joyce Antler S. 45)

## Abbildungen
- Standphoto aus Uncle Moses
- Pressephoto von Maurice Schwartz und Judith Abarbanell
- Zwi Schuler um 1932 vor dem Mikrophon der Station WEVD

## Wiederveröffentlichung
Das ZDF strahlte den Film als deutsche Erstaufführung im Fernsehen am 24. April 1990 mit deutschen Untertiteln in einer Reihe mit jiddischen Spielfilmen aus, die der von Hans Peter Kochenrath und Ronny Loewy in Zusammenarbeit mit dem National Center for Jewish Film, Waltham, MA. erstellte 45-minütige Dokumentarfilm »Das jiddische Kino« noch ergänzte; er wurde am 10. April 1983 gesendet.
Der Film erschien auf DVD bei der Fa. yiddishmovie [Nr. 57-DVD] [Copyright © 1999–2009 Rocksalt International Pty Ltd.] in Originalfassung mit englischen Untertiteln.